# Clesthentia aberrans
Espèce
Clesthentia aberrans est une espèce d'insectes diptères de la famille des Apsilocephalidae. C'est l'une des deux seules espèces représentantes du genre Clesthentia.